# Хотунцов, Николай Михайлович
Никола́й Миха́йлович Хотунцо́в (Хатунцо́в, Хотунце́в) (1775—1818) — русский военачальник, генерал-майор, участник Кавказской войны.
В период с 19.10.1798 по 02.03.1799 был полковником Колыванского 40-го пехотного полка.
Был шефом Ревельского мушкетёрского полка (02.03.1799—19.06.1806) и Троицкого пехотного полка (27.02.1811—01.09.1814).

## Биография
Родился в 1775 году и происходил из дворян Рязанской губернии.
В 1779 году был зачислен подпрапорщиком в Преображенский полк. В 1783 году произведён в каптенармусы, а в 1794 году был переведён в лейб-гвардейский Конный полк. В течение того же года произведён в квартирмистры и вахмистры, а 12 мая 1795 года из вахмистров пожалован в поручики и кавалергарды. В Кавалергардском корпусе Хотунцов оставался до его роспуска Императором Павлом. 25 декабря 1796 года произведён в капитаны и тем же чином переведён в Семёновский полк, где в 1798 году был произведён в полковники.
В 1798 году Хотунцов по собственному желанию переведён в Мушкетёрский Миллера полк, а в следующем году произведён в генерал-майоры с назначением шефом Ревельского пехотного полка. Прокомандовав более 9 лет этим полком, Хотунцов 25 ноября 1808 года согласно Высочайше утверждённой сентенции военного суда за непристойное и неприличное обхождения с офицерами и жестокое наказание рядовых был отставлен от службы с тем, чтобы и впредь никуда не определять. 28 февраля 1811 года он был вновь принят на службу и назначен на Кавказ шефом Троицкого пехотного полка. В 1811 году Хотунцов, командуя отдельным отрядом в Карабахском ханстве, удачно защитил его пределы от вторжения персов, за что он получил особенное Высочайшее благоволение.
В конце того же года он был командирован маркизом Паулуччи в Ширванское ханство, дабы принудить посредством переговоров, Мустафа-хана поставить необходимое количество провианта для русских войск, а также заплатить числящиеся на нём недоимки в дани. Искусными переговорами Хотунцов успел склонить Мустафу к исполнению требовании русского правительства. В признательности за доверие, которое он внушил Мустафе, Хотунцов, чтобы не обидеть хана, принял подарок от него сарачинского пшена на сумму 10000 рублей. Приняв подарок, Хотунцов пожертвовал всё пшено в пользу казны.
За отличное выполнение возложенного на него поручения и пожертвование в пользу казны провианта на 10000 рублей он получил Высочайшее благоволение, объявленное в рескрипте на его имя, о чём было отдано в Высочайших приказах. С 20 ноября 1811 года Хотунцов, командуя отдельным отрядом, участвовал в экспедиции против Ших-Али, хана Дербентского и Кюринского, ворвавшегося с лезгинами в пределы Кубинской провинции. В деле при Рустове (22 ноября) имея всего 877 человек и 2 орудия против 7000 лезгин, он нанёс им полное поражение. У неприятеля было отбито 30 знамён и пало более 1000 человек. Кубинская провинция была очищена от лезгин. За эти действия Хотунцов был награждён орденом святой Анны 1 степени.
В декабре того же года он находился во главе экспедиции против Сурхай-хана, хамбутая Кюринского, относившегося враждебно к России и пропускавшего через свои владения шайки лезгин. Хотунцов вторгнулся в пределы Кюринского ханства, сжёг на пути деревни и 6 декабря нанёс поражение Сурхай-хану при деревни Шахи. После этого он двинулся к столице ханства, крепости Кюри и выбив лезгин, находившихся 10 декабря под начальством сына Сурхай-хана, Нух-бека из сильной позиции у деревни Татархан, после непродолжительной бомбардировки (14 декабря) взял Кюру штурмом. После падения Кюри и бегства Сурхай-хана из пределов Кюринского ханства. За покорение Кюринского ханства Хотунцов был награждён орденом святого Георгия 3-й степени.
В начале 1812 года Хотунцов был назначен военно-окружным начальником Кубинской и Дербентской провинции. Располагая весьма незначительными силами, он удерживал в продолжении почти 4-х лет в покорности воинственные народы Дагестана. Одними быстрыми и решительными движениями небольшого отряда войск он в 1812 году подавил восстание во владениях уцмия Каракайдагского, куда бежал Сурхай-хан, подчинил России владения уцмия и привёл в подданство России Даргинский народ. За столь успешные действия Хотунцов получил Высочайшее благоволение.
В 1814 году Хотунцов сдал Троицкий полк и был зачислен по армии. В конце 1815 года получил от генерала Н. Ф. Ртищева, главнокомандующего войсками в Закавказье, назначение командиром резервной бригады, расположенной в Грузии и временно исполняющим должность правителя Имеретии. В 1814 — 1817 годах командовал 3-й бригадой 19-й пехотной дивизии затем был уволен в отпуск для излечения болезни.
Скончался в отпуске в 1818 году.

## Награды
- Награждён орденом Св. Георгия 3-й степени (№ 230, 2 мая 1812) — «В воздаяние отличнаго мужества и храбрости, оказанных в сражениях против персидских войск 12 и 14-го декабря при сел. Татар-хан и Кюри».[6]
- Также был награждён другими орденами Российской империи.